# 雲斑厚紋蟹
雲斑厚紋蟹（學名：Pachygrapsus marmoratus）是厚紋蟹屬的一種螃蟹，分佈于黑海、地中海和大西洋的部分地區。

## 特徵
雲斑厚紋蟹的甲殼呈方形，長2.2-3.6厘米，呈深紫褐色，有黃色的大理石紋。它們的甲殼上每邊有三個鋸齒，這與地中海的其他厚紋蟹屬生物有所不同。它們能夠移動得很快，飛快的走入石縫之間，很難捕捉。

## 分佈
雲斑厚紋蟹廣泛分佈在南歐的黑海至摩洛哥海岸，並沿葡萄牙、西班牙及法國的大西洋海岸，與及在北至英國南安普敦的英吉利海峽出沒。它們的分佈地擴展可能與全球暖化有關。

## 生態
雲斑厚紋蟹是雜食性的，主要吃其棲息地內豐富的藻類及動物。它們最喜歡吃蚌、帽貝及同種相食。它們只會使用一種方式攻擊帽貝，但往往不成功。在有蔭的海邊，它們會較少吃蚌，取而代之是吃藤壺。
雲斑厚紋蟹的天敵包括麝香章魚。
雲斑厚紋蟹的幼體是浮游動物，只可以生存31天。這樣使得它們群落間有高度的基因流，及廣泛散佈到新的地區。